# GALT
Con l'espressione tessuto linfoide associato all'intestino, noto anche come GALT (acronimo dell'inglese gut-associated lymphoid tissue) si intende normalmente la parte del sistema immunitario presente a livello del tratto digerente. Il GALT è un esempio di tessuto linfoide associato alla mucosa (MALT), che è responsabile della protezione delle mucose dagli attacchi degli agenti patogeni, sia nella risposta primaria sia in quella secondaria.

L'apparato gastrointestinale infatti rappresenta una via di comunicazione con l'ambiente esterno ed è per gran parte popolato da microrganismi potenzialmente patogeni (in particolar modo l'intestino), ed è perciò necessaria una presenza forte del sistema immunitario a livello delle mucose affinché garantisca il controllo di tali popolazioni.

## Componenti del GALT
Il GALT è formato da diversi tipi di tessuti linfatici che si trovano lungo le pareti intestinali a formare raggruppamenti o follicoli isolati. 
- Tonsille (anello di Waldeyer)
- Adenoidi (tonsille faringee)
- Placche di Peyer
- Aggregati linfoidi a livello dell'appendice e dell'intestino crasso
- Tessuto linfoide che normalmente tende ad accumularsi con l'età a livello dello stomaco
- Tessuto linfoide a livello dell'esofago
- cellule linfatiche distribuite a livello della lamina propria dell'apparato digerente

Circa il 70% delle cellule del sistema immunitario, tra cui linfociti B e T si localizza lungo il tratto digerente dell'organismo immagazzinato in questi tessuti.
A tale proposito nuove ricerche indicano che il GALT possa essere un sito si replicazione del virus dell'HIV anche durante i trattamenti farmacologici che ne abbiano ridotto il carico a livello del sangue.